# Frans Esausz. den Heussen
Frans Esausz. den Heussen, ook wel den Huessen (Enkhuizen, 1599 - Oost-Vlieland, 1679) was een Nederlands predikant en schrijver van theologische publieksboeken. Van 1625 tot zijn overlijden diende hij de hervormde gemeente van Oost-Vlieland.
Den Heussen werd in 1599 geboren in Enkhuizen als zoon van Esau Jacobszoon den Heussen en Maritje Fransdochter Sergoris. Hij was kuiper van beroep, maar kreeg in 1624 op grond van zijn bijzondere gaven de bevoegdheid als proponent te preken, hoewel hij geen theologische opleiding had gevolgd. Een jaar later beriep de gemeente Oost-Vlieland deze duytsche clerck als haar predikant. Het zou zijn enige gemeente blijven. Hij financierde een uitbreiding van het Oude Mannen- en Vrouwenhuis en was ook betrokken bij de vergroting van de Nicolaaskerk in 1647. In 1662 kreeg hij vanwege zijn hoge leeftijd ondersteuning van een hulpprediker, Johannes Roos.
Den Heussen schreef een tiental boeken, waarvan Den Christelijcken Visscher (1636) en Den Christelijcken Iongelingh (1638) een grote populariteit kenden met ieder vijf drukken. Beide boeken waren gericht op het bevorderen van een praktische vroomheid en bevatten veel leefregels. Den Heussen koos voor aantrekkelijke vormen als dialogen en liederen om deze inhoud te doen beklijven. De boeken waren uit zijn predikantspraktijk ontstaan en waren dan ook primair bedoeld om geestelijke leiding te geven aan mensen in zijn directe omgeving, respectievelijk de vissers uit zijn gemeente en zijn zoon Cornelis Doemer die bij zijn grootouders in Enkhuizen verbleef omdat hij daar een betere opleiding kon krijgen dan op het eiland Vlieland. Daarnaast publiceerde Den Heussen nog enkele liederenbundels, een uitleg van de Heidelbergse Catechismus en een ooggetuigenverslag van Holmes's Bonfire.
- Biografisch Portaal: 26344150
- Digitale Bibliotheek voor de Nederlandse Letteren: heus010
- International Standard Name Identifier: 0000 0000 4897 6134
- Virtual International Authority File: 39089595